# شورلت اکویناکس ئی‌وی
شورولت اکویناکس ئی‌وی (به انگلیسی: Chevrolet Equinox EV) یک کراس‌اوور کامپکت باتری برقی است که توسط جنرال موتورز و با نام تجاری شورلت تولید خواهد شد. این محصول در ژانویهٔ ۲۰۲۲ در مجموعه‌ای از تصاویر هنری در نمایشگاه بین‌المللی لوازم الکترونیکی مصرفی (سی‌ئی‌اس) ۲۰۲۲ معرفی شد و قرار بود در پاییز ۲۰۲۳ و با مدل سال ۲۰۲۴ به فروش برسد. این خودرو مجهز به یک طراحی مستقل و زیربنای مشترک با اکویناکس دارای موتور درون‌سوز است.
جنرال موتورز در جریان معرفی این خودرو اعلام کرد که قیمت آن در بازار ایالات متحده از حدود US$۳۰۰۰۰ آغاز و در تیپ‌های ال‌تی و آراِس عرضه خواهد شد. اکویناکس ئی‌وی به باتری‌های جی‌ام اولیتوم مشترک با سایر خودروهای الکتریکی جنرال موتورز مجهز خواهد شد. این شرکت همچنین تأیید کرد که شورولت بلیزر ئی‌وی نیز در بهار ۲۰۲۳ عرضه خواهد شد.